# Neliopisthus
Neliopisthus (лат.) — род наездников из семейства Ichneumonidae (подсемейство Tryphoninae).

## Распространение
Распространён в основном в Северной и Южной Америке, откуда известно 13 видов. На Мадагаскаре известно 2 вида, в Палеарктике — 6 видов. В России 5 видов, изкоторых один встречается повсеместно, а 4 вида только на Дальнем Востоке.

## Описание
Мелкие наездники, в длину достигают 3—5 мм. Второй, третий и четвёртый тергиты брюшка морщинистые. Паразиты гусениц мелких чешуекрылых (Lepidoptera), преимущественно из семейства Выемчатокрылые моли (Gelechiidae). Для большинства видов из Палеарктики отмечен лёт на свет.

## Список видов
Известно около 20 видов. Типовой вид Phytodiaetus elegans Ruthe, 1855.
- Neliopisthus clypeator Kasparyan, 1994[4]
- Neliopisthus decoratus Seyrig, 1934
- Neliopisthus densatus (Say, 1835)
- Neliopisthus elegans (Ruthe, 1855)
- Neliopisthus fulvicoxis Townes, 1992
- Neliopisthus inclivatus Sheng & Sun, 2001[5]
- Neliopisthus mahombo Seyrig, 1934
- Neliopisthus minutus Kasparyan, 1981[6]
- Neliopisthus mongolicus Kasparyan, 1994[4]
- Neliopisthus niger Cushman, 1922
- Neliopisthus nigricornis Kasparyan, 1994[4]
- Neliopisthus ocellatus Townes, 1992[7]
- Neliopisthus orbitalis Townes, 1992[7]
- Neliopisthus pectoralis Kasparyan, 1994[4]
- Neliopisthus piceae Cushman, 1935
- Neliopisthus pullatus Townes & Townes, 1945
- Neliopisthus stygis Gauld, 1997[8]
- Neliopisthus yui Gauld, 1997